# Emmanuelle geht nach Cannes
Emmanuelle geht nach Cannes (Originaltitel: Emmanuelle à Cannes) ist ein französischer Pornofilm von Jean-Marie Pallardy aus dem Jahr 1980.
Der Film ist international unter dem Titel Emmanuelle Goes to Cannes bekannt und trägt in Deutschland auch die Titel Marilyn geht nach Cannes oder Marylin geht nach Cannes.

## Handlung
Die Stripperin Susanne, die sich Marilyn nennt, träumt davon, zu den Filmfestspielen von Cannes zu reisen, um dort als Schauspielerin entdeckt zu werden. Ihr Freund und Manager Frank nötigt sie gelegentlich, mit reichen Männern zu schlafen, da dies dem Geschäft dienlich sei. Eines Tages überredet er sie wieder einmal dazu, einzuwilligen, mit einem Fremden zu kopulieren, währenddessen er sie hinter ihrem Rücken mit ihrer Freundin und Kollegin Sally betrügt. Als Marilyn wieder nach Hause kommt, erwischt sie die beiden in flagranti, lässt sich aber von Frank zu einem Dreier überreden. Am nächsten Morgen beschließt Marilyn, ihren Traum in die Tat umzusetzen, und reist nach Cannes, wo sie Karriere machen und Frank überwinden will.
Dort angekommen trifft sie auf den Filmproduzenten George, mit dem sie sich auf seiner Yacht vergnügt. Durch ihn bekommt sie schließlich eine Rolle in einem Pornofilm, der aber floppt. Mittellos und alleingelassen sieht Marilyn keine andere Möglichkeit, als sich zu prostituieren. Verzweifelt ruft sie daraufhin Frank an, der sie abholt und zurück nach Paris bringt, wo sie ihr altes Leben weiterführt.

## Veröffentlichung
Der Film erlebte 1980 seine französische Premiere und wurde am 29. Oktober 1994 erstmals im deutschen Fernsehen auf SAT 1 in einer Softcore-Version ausgestrahlt.